# Alex Beddoes
Alex Beddoes (* 9. Juli 1995 in Rotorua) ist ein Leichtathlet von den Cookinseln, der im Sprint und im Mittelstreckenlauf an den Start geht.

## Sportliche Laufbahn
Erste Erfahrungen bei internationalen Meisterschaften sammelte Alex Beddoes im Jahr 2012, als er bei den Juniorenweltmeisterschaften in Barcelona mit 1:58,30 min in der ersten Runde im 800-Meter-Lauf ausschied. Im Jahr darauf gewann er bei den Ozeanienmeisterschaften in Papeete in 1:54,10 min die Silbermedaille hinter Adrien Kela aus Neukaledonien. 2014 belegte er bei den Juniorenozeanienmeisterschaften in Rarotonga in 1:54,85 min den vierten Platz und schied anschließend bei den Commonwealth Games in Glasgow mit 1:53,16 min im Vorlauf aus. 2016 nahm er dank einer Wildcard an den Olympischen Sommerspielen in Rio de Janeiro teil und kam dort mit 1:52,76 min nicht über die erste Runde über 800 Meter hinaus. Zudem war er Fahnenträger seiner Nation bei der Abschlussveranstaltung der Spiele. Im Jahr darauf siegte er in 1:54,77 min bei den Pazifik-Minispielen in Port Vila und 2018 schied er bei den Commonwealth Games im australischen Gold Coast mit 1:51,64 min im Vorlauf aus. 2019 belegte er bei den Ozeanienmeisterschaften in Townsville in 1:51,64 min den vierten Platz und anschließend siegte er bei den Pazifikspielen in Apia in 1:53,18 min über 800 Meter sowie in 4:03,13 min auch im 1500-Meter-Lauf. 2021 nahm er erneut an den Olympischen Sommerspielen in Tokio teil und kam dort mit 1:47,26 min nicht über die Vorrunde über 800 Meter hinaus.
2022 schied er bei den Commonwealth Games in Birmingham mit 1:52,72 min in der ersten Runde über 800 Meter aus und im Jahr darauf schied er bei den Weltmeisterschaften in Budapest mit 1:48,31 min im Vorlauf aus.
Bei der Eröffnungsfeier der Olympischen Sommerspiele 2024 in Paris war er Fahnenträger seiner Nation, startete jedoch nicht.

## Persönliche Bestleistungen
- 400 Meter: 49,19 s, 1. März 2019 in Melbourne (Landesrekord)
- 800 Meter: 1:47,26 min, 31. Juli 2021 in Tokio (Landesrekord)
- 1500 Meter: 4:03,13 min, 17. Juli 2019 in Apia (Landesrekord)